# Карасёв, Александр Петрович
Александр Петрович Карасёв — советский хозяйственный, политический и общественный деятель, горный инженер-нефтяник.

## Биография
Родился 10 июня 1914 года в г. Баку, Азербайджан.
Член ВКП(б) (КПСС) с 1941 года.
В 1931—1937 гг. работал на нефтепромыслах г. Баку рабочим, техником, инженером. Одновременно учился на нефтяном отделении горного факультета Азербайджанского индустриального института. В 1937—1939 гг. работал в тресте «Эмбанефть» Казахской ССР на промысле Косчагыл мастером, инженером по бурению, инженером по добыче, заместителем заведующего промыслом. В 1939—1947 гг. работал в тресте «Лениннефть» Азербайджанской ССР диспетчером, начальником технического отдела, главным инженером, управляющим треста.
С 1947 по 1948 годы — третий секретарь ЦК КП(б) Азербайджанской ССР.
В 1948—1956 гг. работал начальником объединения «Азнефть», первым заместителем министра нефтяной промышленности Азербайджанской ССР. В 1956—1961 гг. работал начальником объединения «Молотовнефть», начальником управления нефтяной промышленности Пермского совнархоза. В 1961—1968 гг. — начальник производственно-технического отдела Ставропольского совнархоза, начальник производственно-технического отдела треста «Ставропольнефтегаз».
За разработку и освоение комплексного метода эксплуатации нефтяных месторождений в Азербайджанской ССР был в составе коллектива удостоен Сталинской (Государственной) премии 1952 года второй степени.
Избирался депутатом Верховного Совета СССР 3-го и 4-го созывов, депутатом Пермского областного Совета депутатов трудящихся, членом ЦК КП(б) Азербайджанской ССР, кандидатом в члены бюро ЦК КП(Б) Азербайджанской ССР.

## Награды
Награждён двумя орденами Ленина, орденами «Трудового Красного Знамени» и «Знак Почета», медалями «За трудовое отличие», «За трудовую доблесть», «За добросовестный труд в Великой Отечественной войне», «За оборону Кавказа», медалью и дипломом лауреата Сталинской премии 1952 года второй степени.
Умер 18 сентября 1968 года в г. Ставрополе.